# Forlane (Tailleferre)
Pour les articles homonymes, voir Forlane (homonymie).
La Forlane est une œuvre de musique de chambre de la compositrice française Germaine Tailleferre, écrite en 1972.

## Contexte et création
Germaine Tailleferre compose sa Forlane pour flûte et piano en novembre 1972,.
La partition, dédiée à Jean-Pierre Bourillon, est publiée par Henry-Lemoine en 1973.
Patsy Morita relève que la pièce, version moderne d'une ancienne danse de cour, rappelle la « Forlane » du Tombeau de Couperin de Ravel, avec « le même rythme pointé à 
 et la même délicatesse et la même précision ».
L'œuvre est d'une durée moyenne d'exécution d'un peu moins de trois minutes environ.